# История пиццы

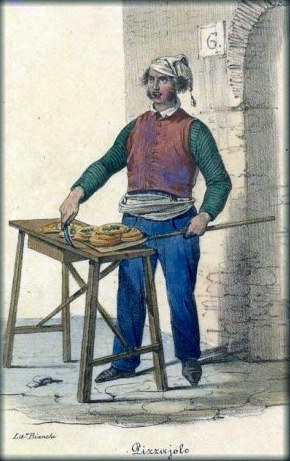
Продавец пиццы (пиццайоло) на картине 1830 года

История пиццы берёт своё начало в самой глубокой древности. Первыми видами этого изделия являлись лепёшки с начинкой.
Вероятно, предшественником пиццы была фокачча, или плоский хлеб, известный римлянам как panis focacius, к которому затем добавляли начинку. Первая современная пицца была приготовлена в Неаполе в XVIII веке при добавлении в фокаччу помидоров.
Слово pizza получило широкую популярность в 997 году в Гаете, и со временем начало распространяться по Центральной и Южной Италии.
Пицца стала[когда?] одним из самых популярных блюд в этой стране, а с началом массовой эмиграции итальянцев в XIX веке — и среди итальянских эмигрантов.

## Первое появление
Продукты, похожие на пиццу, впервые появились во время новокаменного века. Чаще всего это был хлеб, в который древние люди добавляли разные ингредиенты, чтобы сделать его ароматнее.
- У древних греков был плоский хлеб, называемый plakous[4]. Этот плоский хлеб часто приправлялся чесноком, луком и разной зеленью.
- В VI веке до нашей эры солдаты персидского царя Дария I запекли лепёшки с сыром[5][6].

Один из учёных предположил, что современная пицца «была впервые сделана более 2000 лет назад, когда римские солдаты добавили сыр и оливковое масло в мацу».
Другими примерами древней пиццы, которые сохранились до наших дней из древнего средиземноморского мира, являются фокачча, греческая пита, лепиня на Балканах.
Во всей Европе существует много подобных видов выпечки, основанных на идее покрыть плоское тесто сыром, мясом, овощами и приправами.
В XVI веке в Неаполе лепёшка впервые упоминается как пицца. Эта еда считалась дешёвой, созданной для бедных и нищих людей. Она продавалась на улицах и не имела какого-то одного рецепта — каждый пёк её так, как это представлялось возможным. В связи с ввозом помидоров в Европу в 1522 году в Неаполе впервые появилась итальянская пицца. В 1843 году Александр Дюма описал всевозможные виды начинок для этого изделия. Среди населения Неаполя существует история о том, что 11 июня 1889 года, чтобы выразить признательность итальянской королеве Маргарите Савойской, пиццамен Раффаэле Эспозито создал пиццу «маргарита», украшенную томатами, моцареллой и базиликом, представив блюдо в национальных цветах королевства.
На сегодняшний день пицца — это разновидность хлеба, в который добавляют томаты, сыр и зелень. Однако, до конца XIX века блюдо было не солёным, как принято считать в наше время, а сладким. Учёные выяснили это, читая дневники одного из пиццаменов — Пеллегрино Артузи. В этом дневнике были рецепты пицц, все из которых являются сладкими.

## Современная пицца

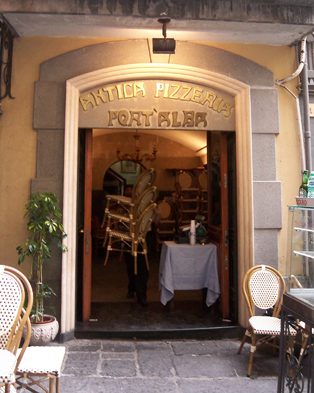
Пиццерия под открытым небом

До 1830 года пицца принималась в пищу под открытым небом в пекарнях. Некоторые пиццерии и сейчас придерживаются этой традиции. Можно наслаждаться напитком вместе с пиццей, обёрнутой в бумагу. Первой пиццерией считается «Antica Pizzeria Port’Alba».
Одной из первых пиццерий, сохранившихся до наших дней, считается «Da Michele», основанная в 1870 году. В данный момент это заведение подаёт только два вида пиццы — «маринара» и «маргарита». Эти две пиццы, которые в итальянском народе зовутся «чистыми», считаются наиболее употребляемыми пиццами в Италии.
«Маринара» является старшей из двух и имеет большие дольки помидоров, орегано, чеснок и оливковое масло с оливками. Пицца была названа так, потому что изделие было приготовлено женой моряка, после того, как он вернулся из рыбацкого плавания в Неаполитанский залив. Женщину, приготовившую это, звали la marinara.
«Маргарита» увенчана скромным количеством томатного соуса, сыра моцарелла и свежего базилика. Это чётко объясняется пекарем Раффаэле Эспозито, который работал в «Пиццерии ди Пьетро», основанной в 1880 году. Некоторые учёные ставят под сомнение тот факт, что пицца «маргарита» была названа именно в честь итальянской королевы, но опровержения этого факта так и не были найдены.
В Неаполе есть много знаменитых пиццерий, где можно найти традиционные итальянские пиццы. Большинство этих заведений являются историческими и находятся в самом центре города. Некоторые пиццерии даже выращивают собственные томаты на горных хребтах, а оливки в саму пиццу кладут ровно по часовой стрелке.
В 1962 Сэмом Панопулисом была изобретена известная «гавайская» пицца, в которую добавляли ананас и ветчину.
В 2012 году самая большая в мире пицца была сделана в Риме. Её размеры были оценены в 1261,65 квадратных метров.

## Пицца в Канаде
Первые виды пицц в Канаде начали появляться в 1950-х годах. Примерно в это же время её начали печь местные пекарни. Несмотря на это, настоящую популярность пицца приобрела только в 1960 году. В основном она продавалась в ресторанах. В современной Канаде пиццерии есть в каждой улице, в некоторых из них кроме этого изделия продают фаст-фуд: жареные крылышки, бургеры, разные напитки.
В Канаде существует собственный устоявшийся вид пиццы — «канадская». Обычно её готовят с томатным соусом, сыром моцарелла, грибами и беконом. Существует много вариантов этой пиццы, но два выдающихся ингредиента, которые делают эту пиццу истинно канадской — это бекон и грибы.
В Канаде довольно много местных пиццерий, но, смотря на эту огромную популярность, американские производители решают открывать пиццерии в Канаде, игнорируя отечественных производителей. Чтобы привлечь как можно больше покупателей, производители идут на хитрость, которая состоит в том, чтобы создать новый вид канадской пиццы на основе американской. В итоге в Канаде появляются новые, присущие только этой стране виды пицц:
- Фаршированная пицца с коркой — фаршированная говяжья пицца, покрытая коркой. Подаётся с начинкой на выбор клиента[29].
- Куриный клуб на гриле — пицца с соусом альфредо, куриными полосками, беконом, томатом, нарезанном кубиками. Также по выбору может быть добавлен сыр или другой соус[29].

## Пицца в США

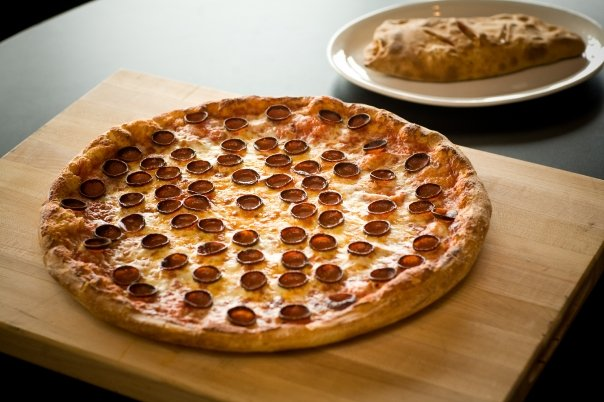
Пицца, испечённая в США

Пицца впервые появилась в Соединенных Штатах с приходом итальянских иммигрантов в конце XIX века, и была очень популярна среди итальянских жителей в Нью-Йорке, Чикаго, Филадельфии и Сент-Луисе. К самому концу XIX века пиццу стали продавать на улицах за 2 цента. Маленькие кафе и бакалеи начали предлагать пиццу для своих итальянских общин только в начале 20 века.

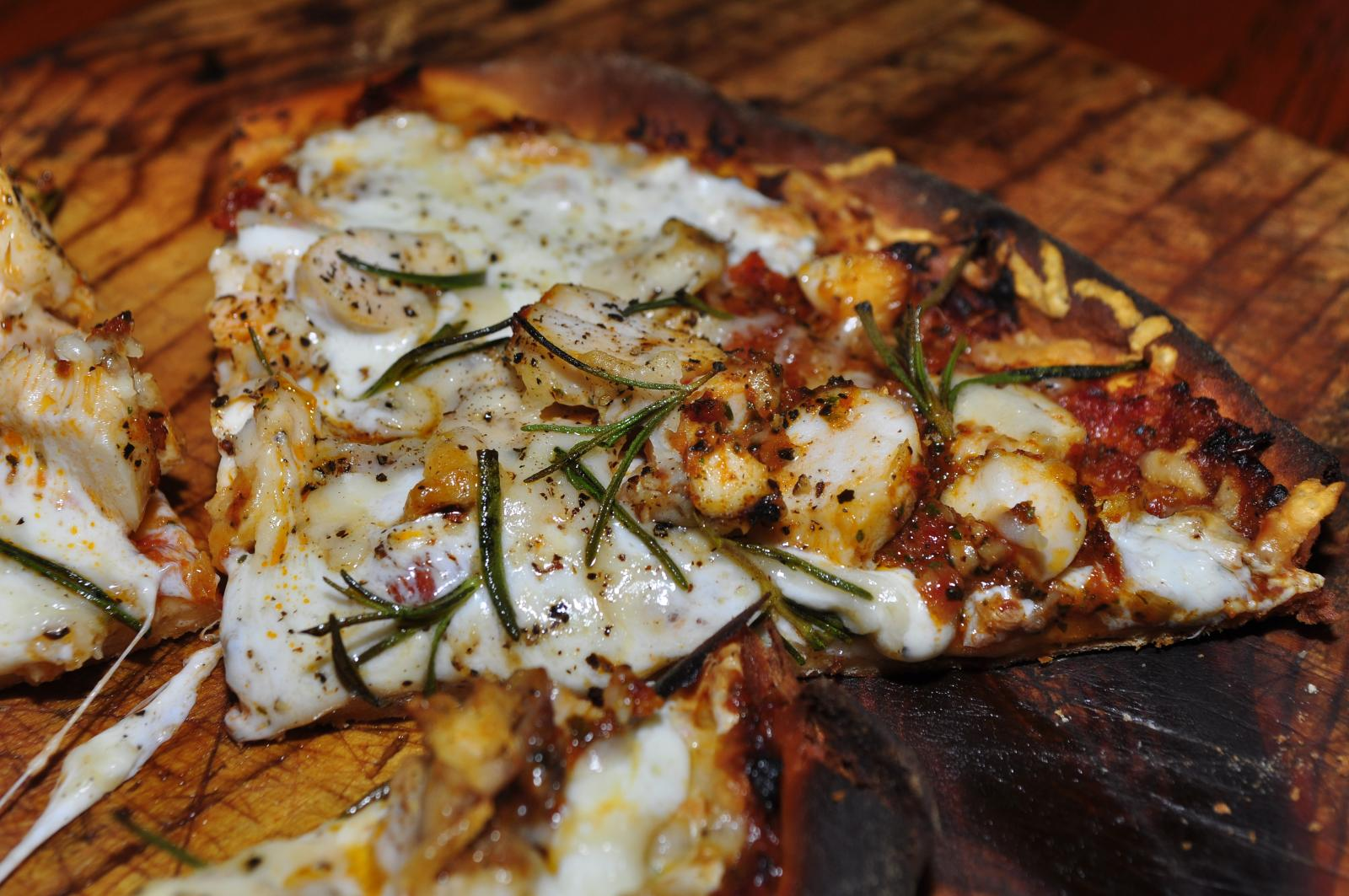
Пицца с жареной курицей

До 1940-х годов потребление пиццы ограничивалось в основном итальянскими иммигрантами и их потомками. Рывок произошёл после Второй мировой войны. Союзные войска, оккупировавшие Италию, уставшие от своих рационов, постоянно находились в поисках хорошей пищи. Местные пекари удовлетворили требования солдат. Американские войска, участвовавшие в этом, похвалили блюдо и завезли на родину.
В США существует довольно большое количество популярных пиццерий, таких как «Pizzeria Uno», «Shakey’s Pizza, Happy Joe’s», «California Pizza Kitchen», «Godfather’s Pizza». Многие из этих заведений уже много поколений передают управление по наследству.
Когда умер один из самых знаменитых пиццаменов в США — Сал Консильо, то была устроена панихида, на которую пришло более 2000 человек. Дочь Сала создала пиццу в память своему отцу, а журнал The New York Times написал об этом статью. По мотивам этого события был снят мультфильм, выпущенный в 1960 году и основанный на реальных событиях.